# Райт, Уилл
Уильям Ральф Райт (англ. William Ralph Wright, род. 20 января 1960 года, Атланта, Джорджия, США) — американский разработчик и дизайнер компьютерных игр, основатель компании по разработке игр Maxis, а позднее — и компании Syntertainment. Получил наибольшую известность как первоначальный дизайнер популярных компьютерных игр SimCity, The Sims и Spore. Был удостоен премии BAFTA.

## Биография
Уилл Райт родился в Атланте (штат Джорджия, США), где жил до девяти лет. Когда умер его отец, его мать перевезла семью в свой родной город Батон-Руж в штате Луизиана. После окончания школы в 16 лет Райт поступил в Университет штата Луизиана, а затем перевёлся в Луизианский технологический университет, впоследствии — в Новую школу. Начав учиться на архитектора, а потом — на инженера механики, Райт увлёкся компьютерами и роботами. После пятилетней учёбы в колледже Райт так и не получил диплома.
В интервью, опубликованном в феврале 2003 года, Райт заявил, что игры отнимали у него так много времени, что он решил, что, возможно, разработка игр — подходящая стезя для него. Первой игрой Райта стала вертолётная аркада Raid on Bungeling Bay (1984) для компьютера Commodore 64.
Райт обнаружил, что разработка новых уровней к игре Raid on Bungeling Bay с помощью его редактора уровней нравилась ему больше, чем собственно игровой процесс. Тогда он разработал новую игру, которая позже эволюционировала в SimCity, но столкнулся с трудностями при поиске издателя игры.
В 1986 году он встретил Джеффа Брауна, инвестора, интересующегося индустрией компьютерных игр. В следующем году они вместе создали компанию Maxis в городе Уолнат-Крик в Калифорнии. SimCity (1989) стал хитом и заслужил звание одной из игр, оказавших наибольшее влияние в истории компьютерных игр.
После успеха SimCity Райт разработал игры SimEarth (1990) и SimAnt (1991). Он участвовал в разработке SimCity 2000 вместе с Фредом Хасламом, в то же время Maxis продолжал выпускать другие игры Sim-серии. Следующей игрой Райта была SimCopter (1996). Хотя ни одна из этих игр не была так успешна, как SimCity, они укрепили репутацию Райта как дизайнера «программных игрушек» — игр, в которых нельзя ни победить, ни проиграть. В 1992 году Райт вместе с семьёй переехал в Оринду, Калифорния.
Maxis выпустил свои акции в 1995 году, став публичной компанией. Прибыль от IPO составила 38 миллионов долларов США. Стоимость акции достигла 50 долларов, а затем упала, когда Maxis сообщил об убытках. Electronic Arts купила Maxis в июне 1997 года.
Райт хотел сделать виртуальный кукольный домик с начала 90-х, похожий на SimCity, но с акцентом на жизнь отдельных людей. Вначале задуманная как архитектурная игра под названием Home Tactics, идея Райта изменилась, когда кто-то подсказал, что игрок должен оцениваться по качеству жизни жильцов дома. Эту идею было трудно продать EA, потому уже 40 % работников Maxis к тому времени были уволены.
EA опубликовала игру The Sims в феврале 2000 года, и она стала наибольшим успехом Райта до того момента. В какой-то момент она обошла Myst как самая продаваемая компьютерная игра в истории и породила многочисленные наборы расширений и другие игры. Райт разработал многопользовательскую версию игры под названием The Sims Online, которая не стала такой же популярной, как оригинал.
В своей презентации на конференции разработчиков игр 11 марта 2005 года Райт объявил о своём новейшем проекте — игре Spore. Он использовал текущую работу над игрой для демонстрации методов, которые могут быть использованы для сокращения объёма содержания игр, который необходимо разрабатывать создателям игр. Spore позволит игроку начать с одноклеточного организма, модифицировать и развивать его до разумного существа, создать цивилизацию таких существ, а затем исследовать целую галактику, населённую существами и цивилизациями, созданными другими игроками и опубликованными в интернете. Spore вышла 5 сентября 2008 года.
В апреле 2009 года ушёл из компании. Причиной стали разногласия между ним и ЕА. Последняя хотела увеличить доходность проекта путём увеличения цен. Гонясь за прибылью, корпорация всё больше забывала про качество и креативный подход. Райт же настаивал на обратном.
В 2013 году они основали компанию Syntertainment.
Увлекается коллекционированием предметов, связанных с советской космической программой (в его коллекции имеются 45-килограммовый люк от космического шаттла, кресло с «Союза», приборные панели со станции «Мир» и консоль управления с корабля «Союз-23»).
По состоянию на 2022 год активно занимался разработкой блокчейн-игры VOXVerse.